# Pamela Hute
Pamela Hute, née à Paris le 17 avril 1982, est une autrice-compositrice-interprète française.
Elle écrit des compositions rock et mélodiques, d'inspiration anglo-saxonne.

## Biographie
Après avoir fondé un groupe de pop rock à son adolescence, les Mashed Potatoes, puis une trêve de 4 ans sans composer, elle met en marche en 2005 le projet tel qu'il existe aujourd'hui.
Pamela Hute est accompagnée d'Igor Bolender aux synthétiseurs et d'Ernest Lo à la batterie.
Le groupe se composait à l'origine de quatre musiciens, avec un premier bassiste de 2005 à 2006, Nicolas Ferney, puis un second de 2006 à 2007, Grégoire Mae.
Ils sortent un premier EP 6 titres intitulé v.1.1 en 2006.
Début 2008, Pamela Hute décide de continuer en trio avec Ernest Lo (batterie) et Igor Bolender (synthétiseurs), et sort un second EP 3 titres intitulé 3.
Au printemps 2009, Pamela Hute s'apprête à sortir son premier album en totale autoproduction. Composé de 13 titres, l'album a été entièrement produit par le groupe, et enregistré en 2008 en Dordogne, en France.
Quelques semaines avant la sortie, Pamela Hute est contactée par Vincent Frèrebeau, patron du label Tôt ou tard. Pamela Hute signe en juin 2009 avec Guess What ! le nouveau label rock de Vincent Frèrebeau et repousse la sortie de son album.
Après une apparition remarquée dans l'émission Envoyé spécial, et l'obtention du prix de la découverte Time Awards, en novembre 2009, elle fait la première partie du groupe Shaka Ponk au Bataclan, à Paris, le 3 décembre 2009.
Le premier album de Pamela Hute, Turtle Tales From Overseas, sort en France, Suisse et Belgique, le 3 mai 2010.
Le 4 mai 2010, elle est invitée dans l'émission Taratata où elle joua le titre Hysterical et une reprise de Song 2 de Blur en duo avec le groupe Shaka Ponk.
Le 4 mars 2013, Pamela Hute sort son deuxième album 'Bandit', mixé par John Agnello à New York, producteur Américain aux nombreuses références rock (Cyndi Lauper, Breeders, Sonic Youth, Kurt Vile, etc.).
2015 marque la fin de sa collaboration avec Tôt ou Tard et l'enregistrement de son troisième album. Pamela fait appel au producteur californien Jay Pellicci qui a notamment collaboré avec Sleater Kinney, Avi Buffalo ou The Dodos, et enregistre 'Highline' dans le courant de l'été 2015, entre la Dordogne, San Francisco, Oakland et New York.  En 2016 elle créé son label My Dear Recordings qui accueille des artistes tels que les belges de Showstar, l'anglais Robin Foster ou les français de Why Elephant. 
Le 16 septembre sort 'Today', EP composé de 4 titres inédits qui annonce la sortie de son troisième album. Le troisième album de l'artiste, 'Highline' sort le 24 février 2017 et est accompagné de plusieurs dates en France et en Allemagne.
Moins d'un an après, le 5 janvier, My Dear Recordings annonce la sortie un nouveau single 'Turn it Up' ainsi qu'un EP 4 titres, "Short Notice", dont la sortie est prévue le 20 avril 2018. Pour la première fois, Pamela explique avoir travaillé seule, sans ses musiciens, pour réaliser ce nouvel EP. Un retour aux sources, de l'enregistrement au mixage, où les guitares sont à l'honneur.